# Solanas (Sinnai)
Solanas is een plaats (frazione) in de Italiaanse gemeente Sinnai.